# 谷地奥伯韦勒
谷地奥伯韦勒是德国莱茵兰-普法尔茨州的一个市镇。总面积4.71平方公里，总人口149人，其中男性73人，女性76人（2011年12月31日），人口密度32人/平方公里。